# Bezgolosovo
Bezgolosovo (in lingua russa Безголосово) è un centro abitato del Territorio dell'Altaj, situato nell'Alejskij rajon.